# Sindaci di Ardore
Di seguito l'elenco cronologico dei sindaci di Ardore e delle altre figure apicali equivalenti che si sono succedute nel corso della storia.

## Lista dei Sindaci di Ardore

### Regno delle Due Sicilie (1816-1861)
| Nominativo      | Partito | Mandato | Mandato |
| Nominativo      | Partito | Inizio  | Fine    |
| --------------- | ------- | ------- | ------- |
| Pasquale Rianò  | –       | 1860    | 1860    |
| Tommaso Marando | –       | 1860    | 1861    |

### Regno d'Italia (1861-1946)
| Sindaci nominati dal governo (1861-1890)                           | Sindaci nominati dal governo (1861-1890) | Sindaci nominati dal governo (1861-1890) | Sindaci nominati dal governo (1861-1890) |
| Nominativo                                                         | Partito                                  | Mandato                                  | Mandato                                  |
| Nominativo                                                         | Partito                                  | Inizio                                   | Fine                                     |
| ------------------------------------------------------------------ | ---------------------------------------- | ---------------------------------------- | ---------------------------------------- |
| Domenico Todarello                                                 | –                                        | 1861                                     | 1862                                     |
| Domenico Zappia                                                    | –                                        | 1862                                     | 1863                                     |
| Pietro Zappia                                                      | –                                        | 1864                                     | 1866                                     |
| Giuseppe Gliozzi (Prosindaco)                                      | –                                        | 1867                                     | 1867                                     |
| Carlo Gliozzi Cusaci                                               | –                                        | 1867                                     | 1867                                     |
| Enrico Agostini (Regio commissario)                                | –                                        | 1868                                     | 1868                                     |
| Saverio Giovinazzo                                                 | –                                        | 1869                                     | 1872                                     |
| Raffaele Mesiti                                                    | –                                        | 1873                                     | 1876                                     |
| Corrado Sofia (Regio commissario)                                  | –                                        | 1876                                     | 1876                                     |
| Zappia Francesco (Prosindaco)                                      | –                                        | 1877                                     | 1878                                     |
| Nicola Mollica (Prosindaco)                                        | –                                        | 1878                                     | 1878                                     |
| Saverio Gliozzi                                                    | –                                        | 1879                                     | 1882                                     |
| Alfonso Spatolisano                                                | –                                        | 1882                                     | 1882                                     |
| Giambattista Brizzi                                                | –                                        | 1883                                     | 1886                                     |
| Domenico Brancatisano                                              | –                                        | 1886                                     | 1896                                     |
| Sindaci eletti dal consiglio comunale (1890-1926)                  |                                          |                                          |                                          |
| Nominativo                                                         | Partito                                  | Mandato                                  | Mandato                                  |
| Nominativo                                                         | Partito                                  | Inizio                                   | Fine                                     |
| Domenico Beisso (Regio commissario)                                | –                                        | 1897                                     | 1897                                     |
| Stefano Giurato                                                    | –                                        | 1897                                     | 1900                                     |
| Giovanni Macrì                                                     | –                                        | 1900                                     | 1903                                     |
| Stefano Giurato                                                    | –                                        | 1904                                     | 1905                                     |
| Eusebio Brancatisano                                               | –                                        | 1906                                     | 1911                                     |
| Domenico Zappavigna                                                | –                                        | 1912                                     | 1917                                     |
| Domenico Buccafurri                                                | –                                        | 1918                                     | 1918                                     |
| Salvatore Marzano (Commissario prefettizio)                        | –                                        | 1919                                     | 1920                                     |
| Domenico Chinè                                                     | –                                        | 1921                                     | 1923                                     |
| Domenico Zappia (Commissario prefettizio)                          | –                                        | 1924                                     | 1924                                     |
| Ettore Marando (Commissario prefettizio)                           | –                                        | 1924                                     | 1924                                     |
| Giuseppe Rao (Commissario prefettizio)                             | –                                        | 1925                                     | 1925                                     |
| Francesco Gervasio (Commissario prefettizio)                       | –                                        | 1925                                     | 1925                                     |
| Podestà nominati dal governo (1926-1944)                           |                                          |                                          |                                          |
| Nominativo                                                         | Partito                                  | Mandato                                  | Mandato                                  |
| Nominativo                                                         | Partito                                  | Inizio                                   | Fine                                     |
| Leopoldo Tripi                                                     | PNF                                      | 1926                                     | 1929                                     |
| Bruno Laganà (Commissario prefettizio)                             | -                                        | 1930                                     | 1931                                     |
| Francesco Giurato                                                  | PNF                                      | 1932                                     | 1934                                     |
| Domenico Arcuri (Commissario prefettizio)                          | –                                        | 1935                                     | 1935                                     |
| Pietro Spanò                                                       | PNF                                      | 1935                                     | 1937                                     |
| Giovambattista Gliozzi                                             | PNF                                      | 1938                                     | 1943                                     |
| Sindaci nominati dal Comitato di Liberazione Nazionale (1944-1946) |                                          |                                          |                                          |
| Nominativo                                                         | Partito                                  | Mandato                                  | Mandato                                  |
| Nominativo                                                         | Partito                                  | Inizio                                   | Fine                                     |
| Francesco Autelitano (Commissario prefettizio)                     | Partito Socialista Italiano              | 1944                                     | 1946                                     |

### Repubblica italiana (dal 1946)
| Sindaci eletti dal consiglio comunale (1946-1995)                             | Sindaci eletti dal consiglio comunale (1946-1995) | Sindaci eletti dal consiglio comunale (1946-1995) | Sindaci eletti dal consiglio comunale (1946-1995) | Sindaci eletti dal consiglio comunale (1946-1995) |
| Nominativo                                                                    | Partito                                           | Partito                                           | Mandato                                           | Mandato                                           |
| Nominativo                                                                    | Partito                                           | Partito                                           | Inizio                                            | Fine                                              |
| ----------------------------------------------------------------------------- | ------------------------------------------------- | ------------------------------------------------- | ------------------------------------------------- | ------------------------------------------------- |
| Francesco Autelitano                                                          |                                                   | Partito Socialista Italiano                       | 1946                                              | 1949                                              |
| Domenico Gelonese                                                             |                                                   | Democrazia Cristiana                              | 1950                                              | 1953                                              |
| Domenico Spatolisano                                                          |                                                   | Democrazia Cristiana                              | 1954                                              | 1957                                              |
| Giovambattista Minici                                                         |                                                   | Democrazia Cristiana                              | 1958                                              | 1965                                              |
| Salvatore Pani (Commissario prefettizio)                                      | –                                                 | –                                                 | 1966                                              | 1966                                              |
| Emanuele Terrana                                                              |                                                   | Lista civica Il Veliero                           | 1967                                              | 1971                                              |
| Domenico Pelle                                                                |                                                   | Democrazia Cristiana                              | 1971                                              | 1973                                              |
| Domenico Mannino (Commissario prefettizio)                                    | –                                                 | –                                                 | 1974                                              | 1975                                              |
| Eugenio Marando                                                               | –                                                 | –                                                 | 1976                                              | 1980                                              |
| Domenico Pelle                                                                |                                                   | Democrazia Cristiana                              | 1984                                              | 1987                                              |
| Aurelio Scarfò                                                                |                                                   | Democrazia Cristiana                              | 10 agosto 1988                                    | 5 ottobre 1990                                    |
| Bruno Bova                                                                    |                                                   | Democrazia Cristiana                              | 18 ottobre 1990                                   | 19 giugno 1993                                    |
| Giuseppe Maria Grenci                                                         |                                                   | Indipendente                                      | 19 giugno 1993                                    | 28 aprile 1997                                    |
| Sindaci eletti direttamente dai cittadini (dal 1995)                          |                                                   |                                                   |                                                   |                                                   |
| Nominativo                                                                    | Lista                                             | Lista                                             | Mandato                                           | Mandato                                           |
| Nominativo                                                                    | Lista                                             | Lista                                             | Inizio                                            | Fine                                              |
| Francesco Romeo                                                               |                                                   | Lista civica di centro-destra                     | 28 aprile 1997                                    | 7 febbraio 2001                                   |
| Demetrio Martino (Commissario prefettizio)                                    | –                                                 | –                                                 | 7 febbraio 2001                                   | 17 febbraio 2001                                  |
| Demetrio Martino (Commissario straordinario)                                  | –                                                 | –                                                 | 17 febbraio 2001                                  | 14 maggio 2001                                    |
| Giuseppe Maria Grenci                                                         |                                                   | Lista civica di centro-sinistra                   | 14 maggio 2001                                    | 30 maggio 2006                                    |
| Giuseppe Campisi                                                              |                                                   | Lista civica                                      | 30 maggio 2006                                    | 17 maggio 2011                                    |
| Giuseppe Campisi                                                              |                                                   | Lista civica                                      | 17 maggio 2011                                    | 27 giugno 2013                                    |
| Maria Leopardi Francesco Mauceri Gaetano Tufariello (Commissari straordinari) | –                                                 | –                                                 | 27 giugno 2013                                    | 1 giugno 2015                                     |
| Giuseppe Maria Grenci                                                         |                                                   | Lista civica                                      | 1 giugno 2015                                     | 12 settembre 2018                                 |
| Franca Iannò (Commissario prefettizio)                                        | –                                                 | –                                                 | 12 settembre 2018                                 | 28 settembre 2018                                 |
| Franca Iannò (Commissario straordinario)                                      | –                                                 | –                                                 | 28 settembre 2018                                 | 28 maggio 2019                                    |
| Giuseppe Campisi                                                              |                                                   | Lista civica                                      | 28 maggio 2019                                    | 14 giugno 2023                                    |
| Matilde Mulè (Commissario prefettizio)                                        | –                                                 | –                                                 | 14 giugno 2023                                    | 10 luglio 2023                                    |
| Matilde Mulè (Commissario straordinario)                                      | –                                                 | –                                                 | 10 luglio 2023                                    | 10 giugno 2024                                    |
| Giuseppe Campisi                                                              |                                                   | Lista civica                                      | 11 giugno 2024                                    | in carica.                                        |